# Physothorax mayri
Physothorax mayri är en stekelart som beskrevs av William Harris Ashmead 1904. Physothorax mayri ingår i släktet Physothorax och familjen gallglanssteklar. Inga underarter finns listade i Catalogue of Life.